# Corosalia tigrina
Genre
Espèce
Corosalia tigrina, unique représentant du genre Corosalia, est une espèce d'opilions laniatores de la famille des Cosmetidae.

## Distribution
Cette espèce est endémique de l'État de La Guaira au Venezuela. Elle se rencontre vers Vargas.

## Description
Le mâle holotype mesure 3,60 mm et la femelle paratype 3,90 mm.

## Publication originale
- González-Sponga, 1998 : « Aracnidos de Venezuela. Un nuevo genero y cinco nuevas especies de Opiliones Laniatores (Cosmetidae). » Acta Biologica Venezuelica, vol. 18, p. 1–16.